# 공주 의당 금동보살입상
공주 의당 금동보살입상(公州 儀堂 金銅菩薩立像)은 1974년 공주시 의당면 송정리 절터에서 출토된 보살상이다. 1989년 4월 10일 대한민국 국보 제247호로 지정되었다.

## 개요
1974년 충청남도 공주시 의당면 송정리의 한 절터에서 출토된 보살상으로, 높이는 25cm이며, 현재 국립공주박물관에 소장되어 있다. 
머리에는 삼면보관(三面寶冠)을 쓰고 있는데, 가운데에 작은 부처가 표현되어 있어 관음보살을 형상화한 것임을 알 수 있다. 이마는 머리카락이 반쯤 내려와 덮고 있으며, 양 옆으로 땋은 머리는 귀를 덮고 어깨까지 길게 내려왔다. 4각형에 가까운 얼굴은 눈·코·입을 큼직하고 시원스럽게 표현했으며, 입가에는 약간의 미소를 머금고 있다. 목에는 긴 목걸이를 하고 있는데, 그 목걸이에 연결된 구슬띠가 가슴 아래로 내려오다가 두 갈래로 갈라져 양쪽 무릎까지 이어지고 있다. 
신체에 밀착된 얇은 옷은 넓은 양 어깨로부터 내려와 배 아래부근에서 X자로 교차되었다. 팔에 걸친 옷자락은 양 옆으로 내려와 대좌(臺座)를 덮으면서 돌출되었다. 옷자락에 표현된 주름은 조각이 깊고 힘차게 되어있어 평온한 얼굴 표정과 대조를 이루고 있다. 양 손에는 팔찌를 끼고 있는데, 오른손은 가슴부분까지 들어 손바닥을 밖으로 하고 연꽃봉오리를 잡고 있으며, 아래로 내린 왼손에는 보병(寶甁)을 쥐고 있다. 보살이 서 있는 대좌는 원형을 이루고 있으며, 표면에는 엎어놓은 8장의 연꽃무늬를 새겨 놓았다.
튀어나온 부분의 도금이 일부 벗겨졌을 뿐 금색이 우수하고 출토된 곳이 확실한 보살상으로 안정된 표현기법과 배꼽부분에서 교차된 구슬장식, 둥근 연꽃무늬 대좌 양식 등에서 7세기 백제 때의 작품으로 추정된다.

## 사진

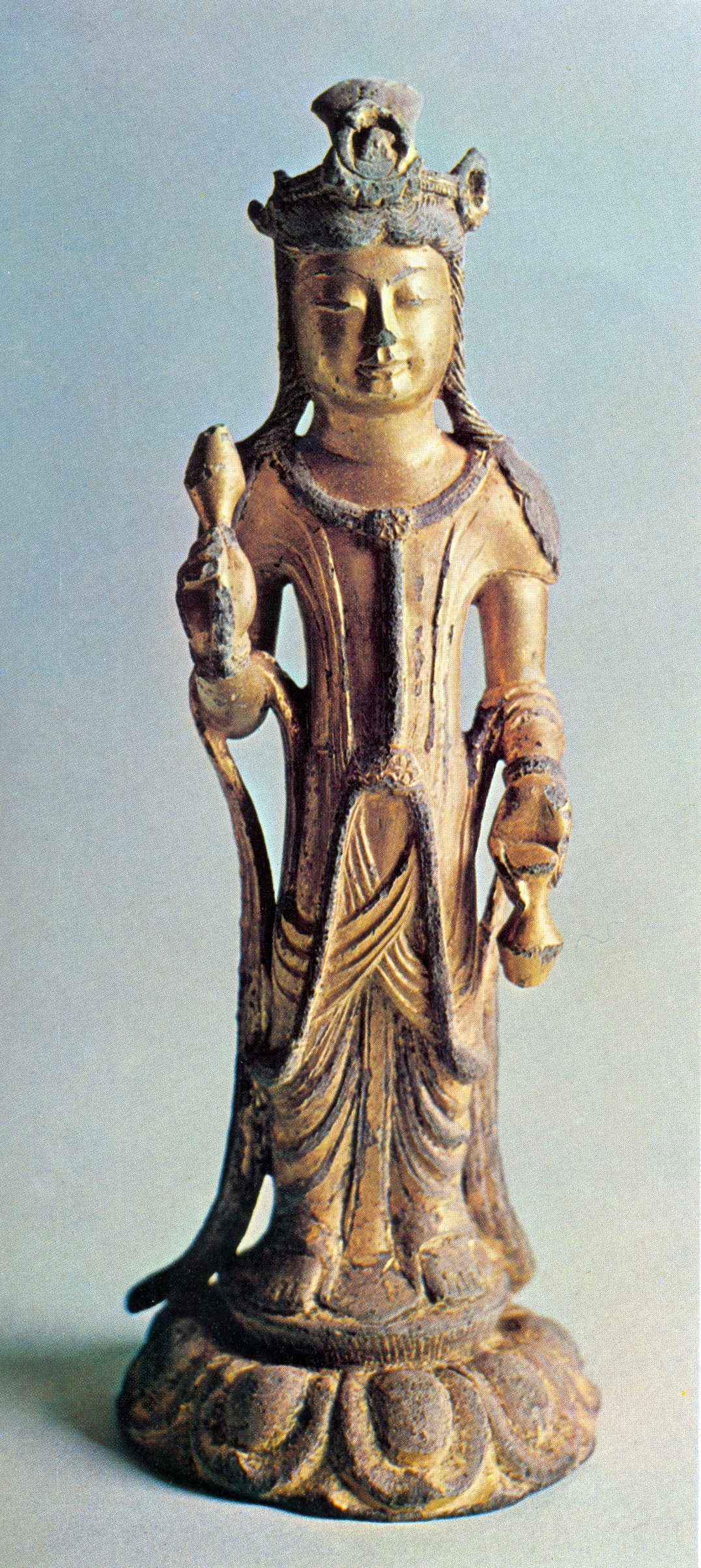

## 참고자료
- 공주 의당 금동보살입상 - 국가유산청 국가유산포털